# Impatiens pandata
Impatiens pandata är en balsaminväxtart som beskrevs av F. Barnes. Impatiens pandata ingår i släktet balsaminer, och familjen balsaminväxter. Inga underarter finns listade i Catalogue of Life.